# Talegalla fuscirostris
Talegalla fuscirostris là một loài chim trong họ Megapodiidae.